# NGC 7302
NGC 7302 је елиптична галаксија у сазвежђу Водолија која се налази на NGC листи објеката дубоког неба.
Деклинација објекта је - 14° 7' 15" а ректасцензија 22h 32m 23,9s. Привидна величина (магнитуда) објекта NGC 7302 износи 12,3 а фотографска магнитуда 13,3. Налази се на удаљености од 28,750 милиона парсека од Сунца. NGC 7302 је још познат и под ознакама IC 5228, MCG -2-57-13, PGC 69094.